# Нетич
Нетич (інші назви — Нетеч, Самчик, Слотівка) — річка в Україні, у межах Тернопільського району Тернопільської області. Ліва притока Гнізни Гнилої (басейн Дністра).
Довжина бл. 13 км. Живлення річки мішане. Досить чітко виділяється висока весняна повінь, низька зимова і літня межень, яка порушується зливовими дощовими паводками. В зимовий період під час відлиг спостерігаються підйоми рівня води в річці. Паводкові підйоми рівня можна спостерігати під час осінніх дощів.
Бере початок на північний схід від села Кретівці. Тече з північного сходу на південний захід і захід через села: Кретівці, Грицівці, Стриївка, Травневе. У Стриївці омиває північні околиці села. Впадає до Гнізни Гнилої біля північно-східної околиці села Охримівці.
| Річка | Це незавершена стаття про річку. Ви можете допомогти проєкту, виправивши або дописавши її. |